# Weinmannia spiraeoides
Weinmannia spiraeoides foi uma espécie de planta da família Cunoniaceae.
Foi endémica das Fiji.